# Hampton Falls
Hampton Falls – miasto w Stanach Zjednoczonych, w stanie New Hampshire, w hrabstwie Rockingham.